# Somewhere between here and there
Somewhere between here and there is een verzamelalbum van Edison's Children. Het album werd aangekondigd als een muzikale pauze tussen het album The final breath before november en een volgend uit te brengen studioalbum/conceptalbum. Na uitgifte van dit album verscheen echter geen nieuw album (gegevens 2019), wel werd het eerste album opnieuw uitgegeven. Somewhere between here and there bevat remixen en alternatieve opnamen van reeds uitgebracht werk, maar ook werk dat niet paste op de eerdere albums. Op het album is Rick Armstrong op gitaar te horen, zoon van astronaut Neil Armstrong.

## Muziek
| Nr. | Titel                                                                 | Duur  |
| --- | --------------------------------------------------------------------- | ----- |
| 1.  | Light years (singleversie mix John Mitchell)                          | 3:51  |
| 2.  | Stranger in a foreign land (mix John Mitchell)                        | 4:41  |
| 3.  | Ever be friends (mix John Mitchell)                                   | 4:56  |
| 4.  | Solstice (mix Robin Boult)                                            | 3:56  |
| 5.  | Growing down in Brooklyn (mix John Mitchell)                          | 5:46  |
| 6.  | Someone took my heart away (mix Robin Boult)                          | 5:43  |
| 7.  | A million miles away (I wish I had a time machine) (Live from Wolves) | 6:11  |
| 8.  | The seventh sign (mix Jakko Jakszyk)                                  | 7:07  |
| 9.  | The longing (mix Mike Hunter)                                         | 7:50  |
| 10. | Sinners minus (mix Pete Trewavas)                                     | 2:31  |
| 11. | Light years (mix Jakko Jakszyk)                                       | 6:06  |
| 12. | Light years outro (mix jakko Jakszyk)                                 | 1:28  |
| 13. | The darkness (mix Pete Trewavas)                                      | 3:30  |
| 14. | Where were you (mix Jakko Jakszyk Whisper happy ending)               | 13:10 |
| 15. | The second coming of the Morphlux (mix John Mitchell)                 | 2:39  |